# Distrito de Bellavista (Jaén)

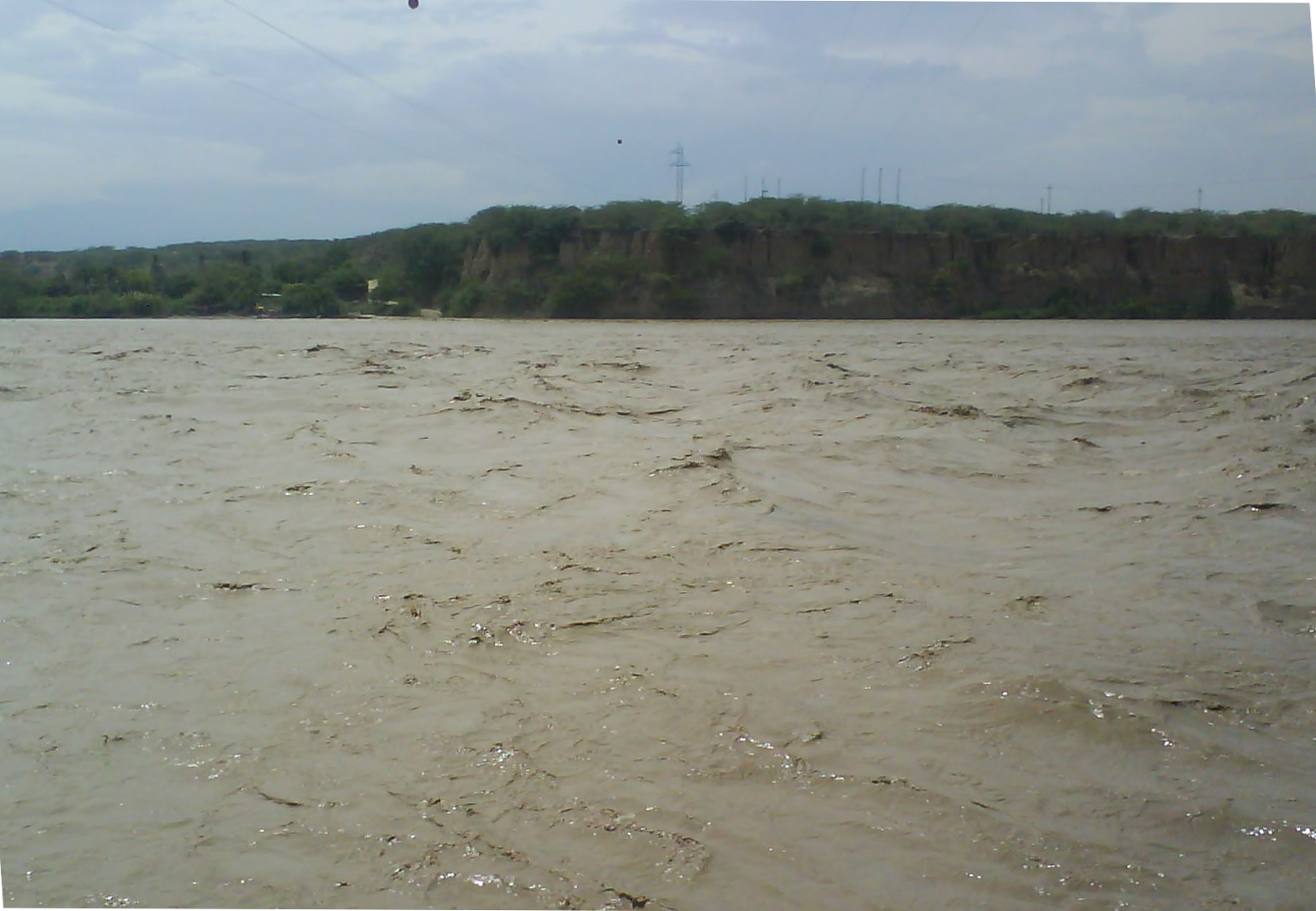
Río Marañón a su paso por la cercana población de Bellavista

El Distrito de Bellavista es uno de los doce distritos de la Provincia de Jaén en el Departamento de Cajamarca, Perú. Se ubica en la región selva baja del Perú.
Desde el punto de vista jerárquico de la Iglesia católica forma parte del Vicariato Apostólico de San Francisco Javier, también conocido como Vicariato Apostólico de Jaén en el Perú.

## Historia
El Capitán Diego Palomino fundó Bellavista el 10 de abril de 1549, fue oficialmente creado el 29 de diciembre de 1856 y reconocido por Ley sin número el 2 de enero de 1857 junto a los distritos de Sallique, San Felipe y San Ignacio; siendo presidente de la República el Mariscal Ramón Castilla y Marquesado.
Cabe mencionar que la ubicación inicial de la capital del distrito fue en el caserío que hoy conocemos como Bellavista Viejo o Pueblo viejo (una pequeña comarca de agricultores) pero que por efecto del terremoto del 14 de mayo de 1928 tuvo que ser reubicada en el lugar que actualmente ocupa: Bellavista.

## Geografía
Por el norte limita con el río Tabaconas que lo separa de la provincia de San Ignacio, por el noreste con el río Chinchipe que lo separa del distrito de Santa Rosa, por el este y sureste con el río Marañón que lo separa de la provincia de Bagua - Departamento de Amazonas-, por el sur con el río Chamaya, y por el suroeste con los distritos de Jaén, Huabal y Las Pirias, y por el oeste con el distrito de San José del Alto. El distrito posee una extensión de 870,55 km², incluye 85 centros poblados y su capital, Bellavista, se encuentra a 431 m s. n. m.
Se distinguen dos pisos ecológicos: La Chala o Rupa Rupa que es la parte baja y está conformada por el valle arrocero y la Yunga o parte alta conformada por los centros poblados de Vista Alegre de Chingama y Rosario de Chingama

## Clima
Es el propio de los pueblos de la selva alta, es decir cálido y húmedo en la parte baja y templado o moderadamente frío en la parte alta, la temperatura oscila entre 35° y 38°, en la parte baja y entre 25° y 28° en la parte alta, siendo la época más calurosa entre los meses de octubre a diciembre y la de mayor precipitación, el período comprendido entre enero a marzo.

## Demografía
Según el INEI su tasa de crecimiento 81-93 es de 4.8 y su población estimada para 2007 es de 15 571 habitantes, con una densidad poblacional de 17,9 hab/km² . Dos características importantes de su población son, que el 66,9 % es rural y el 42,5 % es menor de 15 años.

## Economía
Las principales actividades económicas que se desarrollan en el distrito, son la agricultura y la ganadería, que llegan a ocupar el 83.1% de la PEA distrital. 
Los cultivos prioritarios son: a) en la parte baja, arroz (el 74% de la superficie cultivable bajo riego en 1998 y por lo tanto la principal fuente generadora de ingresos para los agricultores), cacao, frutales, forrajes; b) en la parte alta, café como actividad predominante, pan llevar y pasto cultivado.
Es notoria la actividad pecuaria en ambos pisos ecológicos, donde se da prioridad a la crianza de vacunos y en menor escala la crianza de animales menores, predominando los caprinos en el valle y ovinos en la parte alta.

## Vivienda y empleo
La necesidad de vivienda está satisfecha en la mayoría de los pueblos, aunque existen familias, sobre todo en los caseríos de la parte alta del distrito, que viven en condiciones bastante precarias por razones de pobreza.
Las oportunidades de trabajo son muy limitadas en el distrito, existen pocas instituciones que puedan ofrecer trabajo y éste mayormente se circunscribe al campo, específicamente en la agricultura (cultivo de arroz en la parte baja y el café en la parte alta). Sin embargo actualmente presenta una disminución considerable tanto en oferta de trabajo como en el valor del jornal, todo esto debido a la baja de precios de los productos.

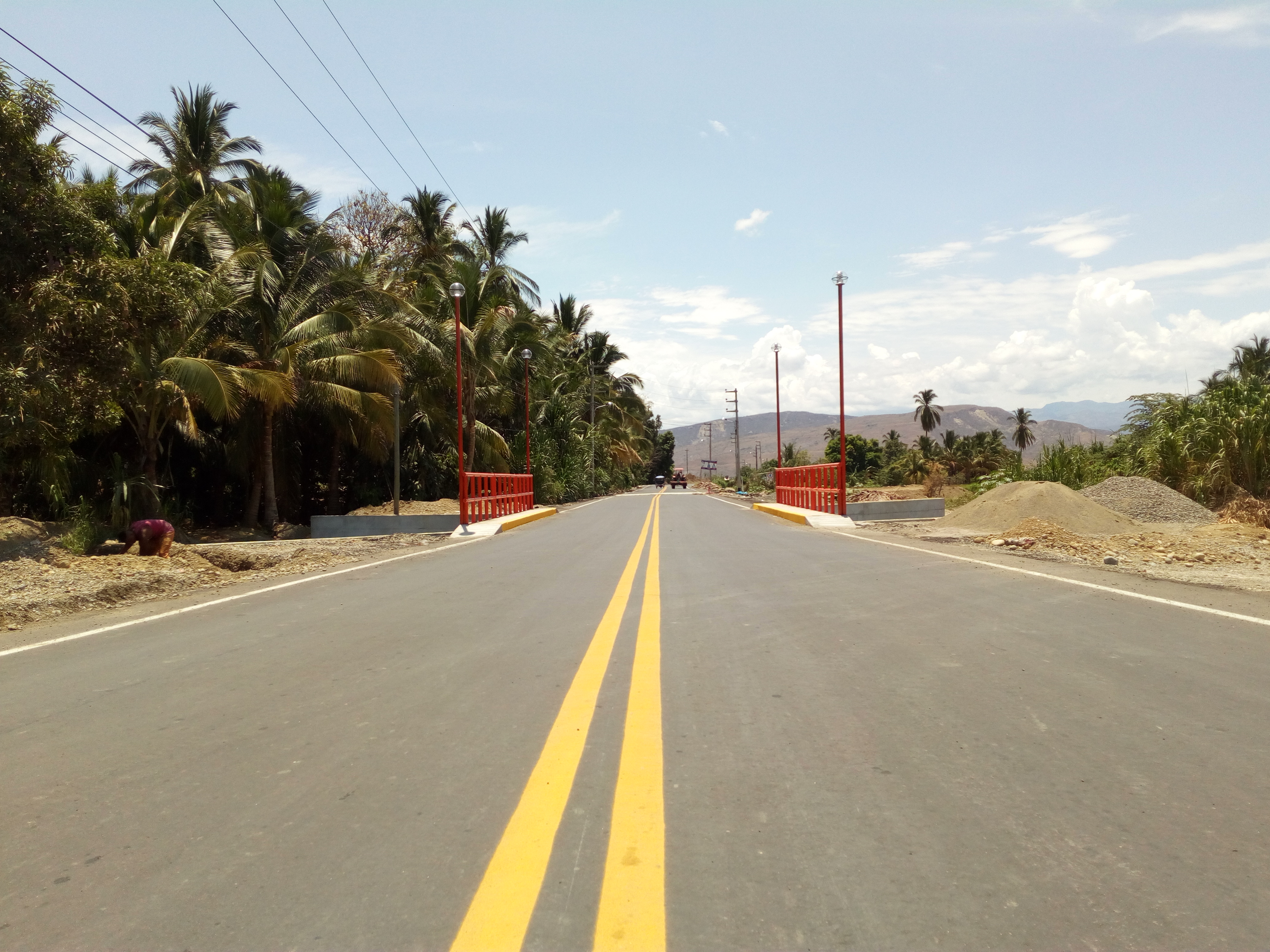
Entrada a Bellavista de Jaén

## Vías de comunicación
El acceso a la capital distrital se realiza a través de una carretera de 18 km, sobre la misma vía que conduce a la provincia de San Ignacio. Desde esta vía parten trochas carrozables hacia la mayoría de caseríos, que permiten su comunicación con la capital del distrito.

## Festividades
Entre sus principales festividades destacan: la fiesta patronal en honor a san Isidro Labrador, que se celebra en el mismo distrito en el mes de mayo los días 14, 15 y 16; con un novenario previo que se inicia desde el día 5 de mayo con la participación diaria de diversos sectores institucionales de la localidad en la que se inicia con una misa nocturna y posterior elevación de globos aerostáticos y quema de fuegos artificiales.
En algunos sectores o caseríos del distrito también se celebra la fiesta religiosa en honor a la Santísima Cruz de Motupe, el 5 de agosto de cada año.
Otra festividad también celebrada, es en honor a Santa Rosa de Lima, los días 30 de agosto de cada año.
Otra festividad tradicional y muy popular es la Bajada de Reyes, que se celebra en el caserío de Bellavista Viejo el día 6 de enero de cada año, día en que el pueblo reafirma su fe cristiana y cuenta con actores propios de la localidad (niños, jóvenes y adultos), quienes representan desde la Anunciación a la virgen María hasta la visita de los reyes magos al niño Jesús para presentar su adoración.